# St. Peter (Siegertsbrunn)

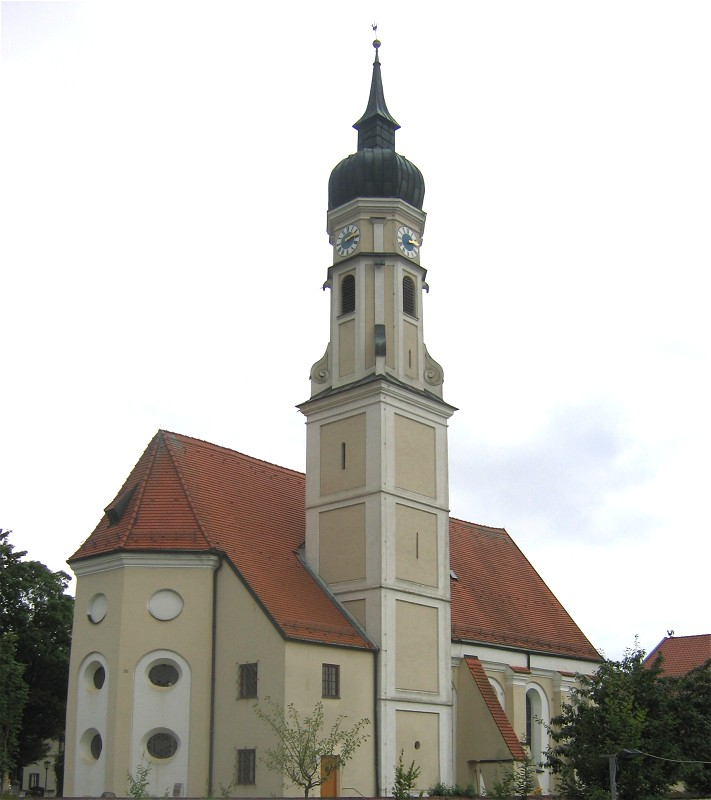
St. Peter

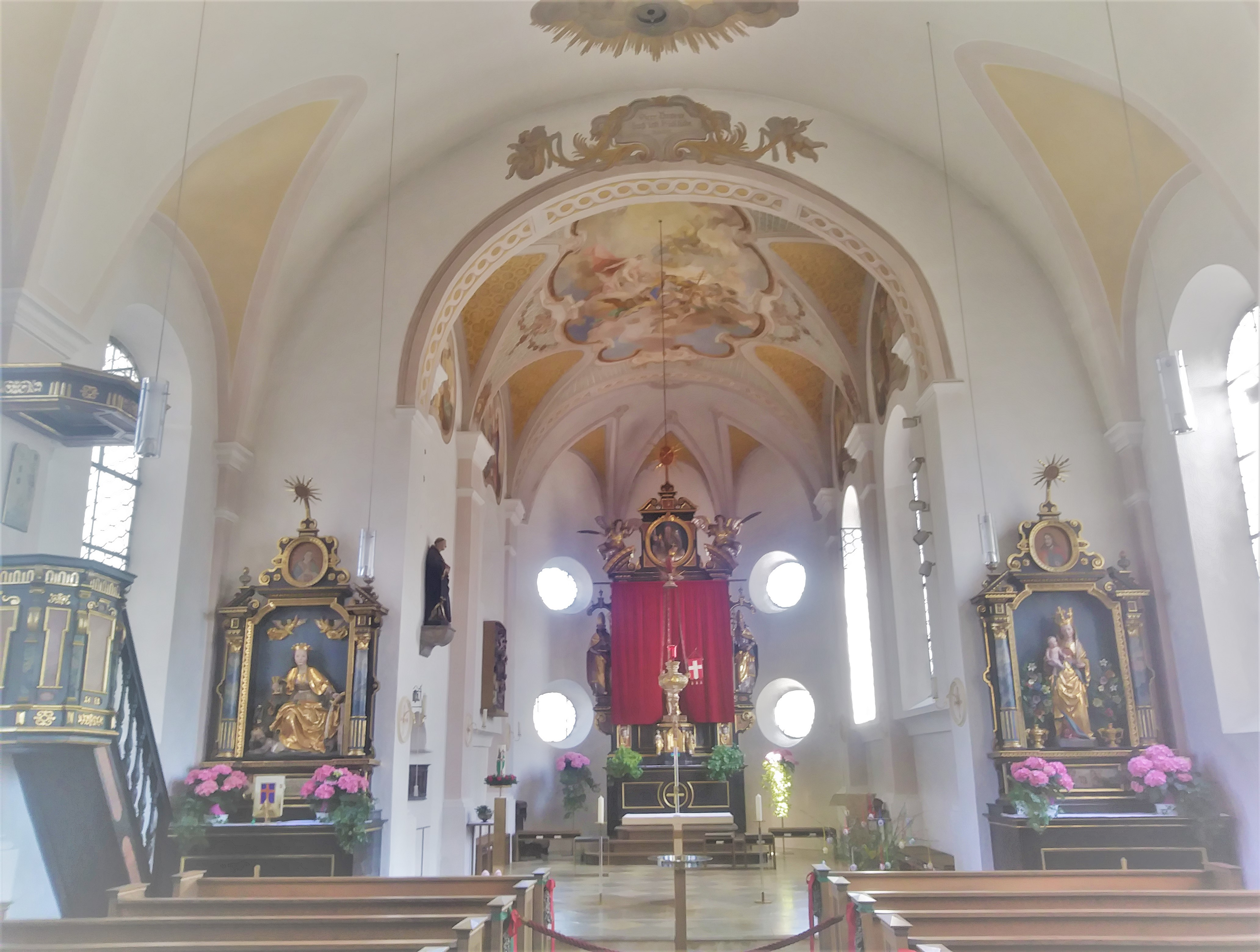
Innenansicht

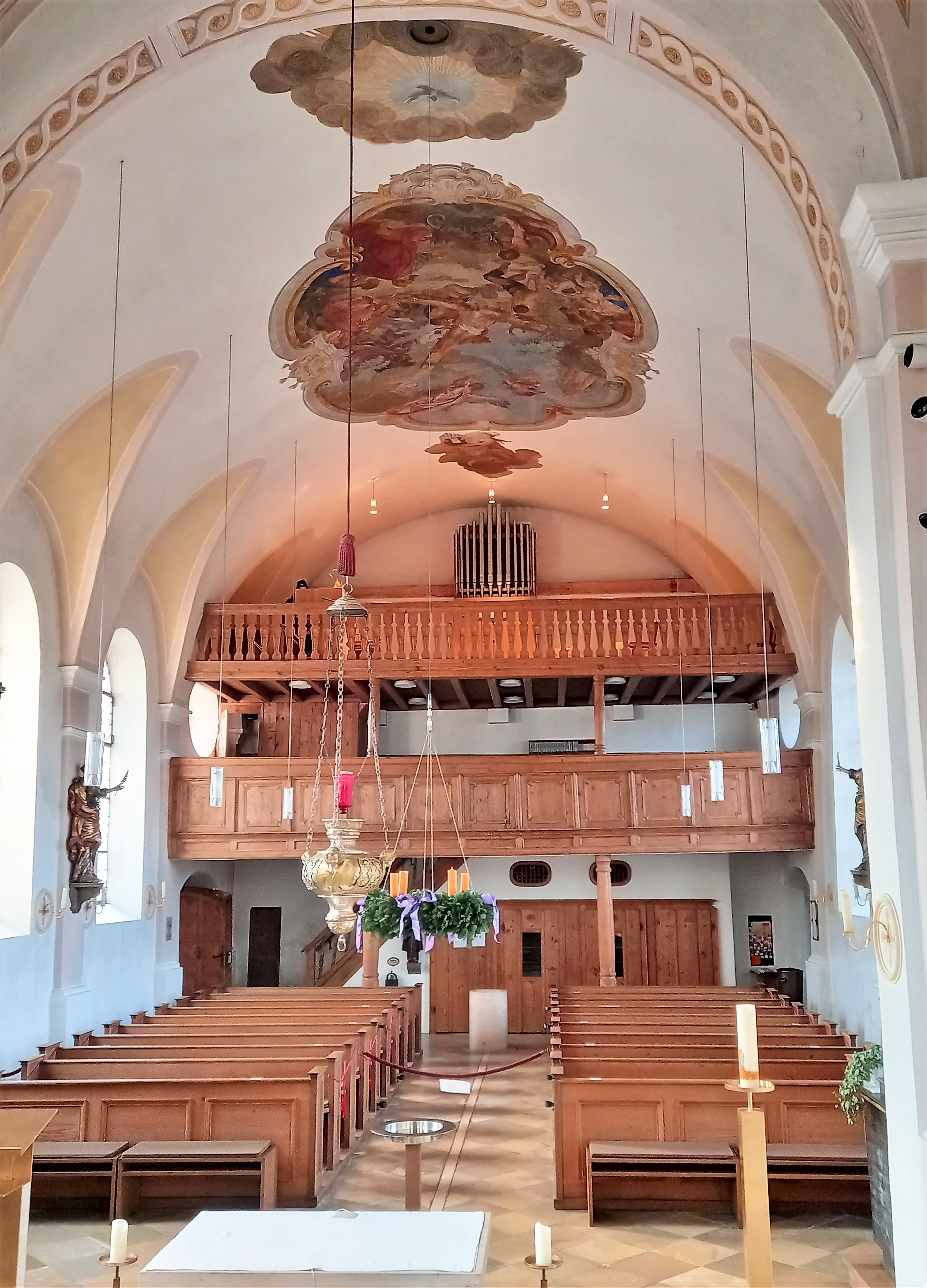
Blick zur Orgelempore

Die Pfarrkirche St. Peter ist die katholische Dorfkirche von Siegertsbrunn (Oberbayern).

## Geschichte
Der Name des Ortes Siegertsbrunn taucht um 1050 in einer Urkunde des Klosters Tegernsee als Sigohohesprunnen auf. Die Wallfahrt zum Hl. Leonhard in Siegertsbrunn kommt im 15. Jahrhundert in Blüte. Das ausgehende 17. Jahrhundert dürfte der Ursprung für die heutige Pfarrkirche St. Peter sein. Als Tag der Kirchweihe ist der 17. Juni 1707 überliefert. Ab 1468 hatte Siegertsbrunn in lückenloser Reihenfolge für die Pflege der Wallfahrt einen eigenen Priester, deren erster in der Pfarrchronik mit Ambrosius Prummeier angegeben wird. Allerdings erst seit 1917 ist Siegertsbrunn  eine eigene Pfarrgemeinde, vorher war sie Filialkirche von Hohenbrunn. Heute gehört die Pfarrei zum Pfarrverband Höhenkirchen-Siegertsbrunn.

## Beschreibung

### Bau
Bei St. Peter handelt es sich um eine einschiffige Anlage mit Presbyterium, das einen Dreiachtelabschluss aufweist. Große Fenster lassen den Raum der Kirche leicht und hell erscheinen. Der Kirchenbau wird beim Bayerischen Landesamt für Denkmalpflege unter der Aktennummer D-1-84-127-10 als Baudenkmal geführt:
- Kirche St. Peter: Barocker Saalbau mit eingezogenem Polygonalchor und auffallender Pilastergliederung, angefügter zweigeschossiger Sakristei und Chorflankenturm, 1681. Mit Ausstattung.
- Friedhof mit Grabmälern, um 1900

### Ausstattung
Die Ausstattung stammt zum Teil nicht von Siegertsbrunn, sondern dürfte von einer anderen Kirche übernommen worden sein. Aus einer Inschrift an der Rückseite des Hochaltars geht hervor, dass dieser aus Opferstockgeldern für die Leonhardikirche geschaffen und dort am 28. Oktober 1631, dem Festtag des Hl. Simon, als Choraltar aufgestellt wurde. Vermutlich sind die beiden Seitenaltäre zur gleichen Zeit und wohl auch vom gleichen, aber unbekannten Meister geschaffen worden. Die Ähnlichkeiten zwischen den einzelnen Altären sind der Grund für diese Annahme. Nicht eindeutig nachweisbar ist, ob die beiden Seitenaltäre ursprünglich auch in der Leonhardikirche aufgestellt worden sind. 1952 wurde eine Rekonstruktion der Altäre vorgenommen, wie sie sich heute dem Betrachter zeigen. Bis zum Jahre 1952 befand sich, wie vielerorts, hinter dem Hochaltar die Sakristei, wo sich der Priester und die Ministranten umkleiden konnten. Seitdem gibt es einen Anbau am Turm. Die Seitenaltäre waren den Heiligen Drei Königen und dem heiligen Antonius von Padua gewidmet. Der Hochaltar hatte, bedingt durch das Patrozinium, den heiligen Apostelfürsten Petrus als Schutzheiligen. Heute birgt der Hochaltar eine Statue mit der Gottesmutter Maria mit dem Jesuskind, der linke Seitenaltar ist der heiligen Nothelferin Barbara gewidmet und der rechte Seitenaltar zeigt das Martyrium des heiligen Achatius.
Der Hochaltar ist klar und streng gegliedert. Der Zierrat ist noch auf das Allernotwendigste beschränkt. Die ursprüngliche Zentralfigur, der Hl. Petrus, wurde 1952 entfernt. Es handelte sich nämlich lediglich um eine Kopie aus dem 19. Jahrhundert. Das Bildnis der Gottesmutter Maria ist hingegen eine spätgotische Plastik. Anmut strahlt das Gesicht Mariens aus. Ihr Gewand fällt in reichen Falten zu Boden, im rechten Arm hält sie das Kind. Als Assistenzfiguren sind dem Hochaltar der heilige Bischof Benno von Meißen (altbairischer Patron) und der heilige Papst Sixtus beigegeben. Im Auszug ist Gottvater zu erkennen, der seine rechte Hand zum Segen erhebt.
Der linke Seitenaltar zeigt eine auf einer Bank sitzende Barbara, die in der rechten Hand einen Kelch hält; auf ihrem Haupt trägt sie eine Krone. Zu Füßen der Märtyrerin ist ihr Vater zu erkennen. Auch diese Holzplastik stellt ein vorzügliches Werk der Spätgotik dar. Im rechten Seitenaltar ist das Martyrium des heiligen Achatius wiedergegeben. Achatius war Anführer von zehntausend Christen. Sie mussten aufgrund ihres Glaubens den Tod der Glaubenszeugen sterben und wurde von einem hohen Felsen in eine Schlucht geworfen und von Dornenstäben durchbohrt.
Über dem Eingang zur Sakristei erhebt sich eine ausgesprochen schöne, spätgotische Petrusfigur. Fast majestätisch sitzt der Stellvertreter Christi auf seinem Thron. Das Kreuz an der linken Chorwand erinnert die Gemeinde an die Volksmission im Jahr 1761. Die Fresken im Presbyterium zeigen Szenen aus dem Leben des Apostels Petrus. Im großen Deckenfresko überreicht Christus die Schlüsselgewalt an Petrus. Vermutlich hat Augustin Demmel die Ausmalung vorgenommen, der 1785 in der Leonhardikirche tätig war. Die Ausmalung des Langhauses erfolgte viel später. Anton Ranzinger und Oskar Wieleitner haben sie 1912 vorgenommen. Das Deckenfresko zeigt die das Martyrium des heiligen Petrus, die Kreuzigung Petri.
An der Nordwand des Kirchenschiffes befindet sich die Kanzel mit der Jahreszahl 1681; die barocken Verzierungen sind klar und übersichtlich gehalten. Für die Datierung mag die Jahreszahl vielleicht einen Hinweis darauf geben, dass um diese Zeit die Mauern schon gestanden haben und die Peterskirche bereits eingewölbt war, so dass in diesem Jahr mit der Innenausstattung begonnen werden konnte. Der Kanzel gegenüber sind die beiden Nothelferinnen Katharina und Barbara fast in Lebensgröße zu sehen. An der Nordwand des Kirchenschiffes kam eine Figur des Hl. Leonhard zur Veröffentlichung. Sie dürfte wohl um 1500 angefertigt worden sein. Diese Skulptur befand sich bis 1952 am Hochaltar von St. Peter.

### Digitalorgel

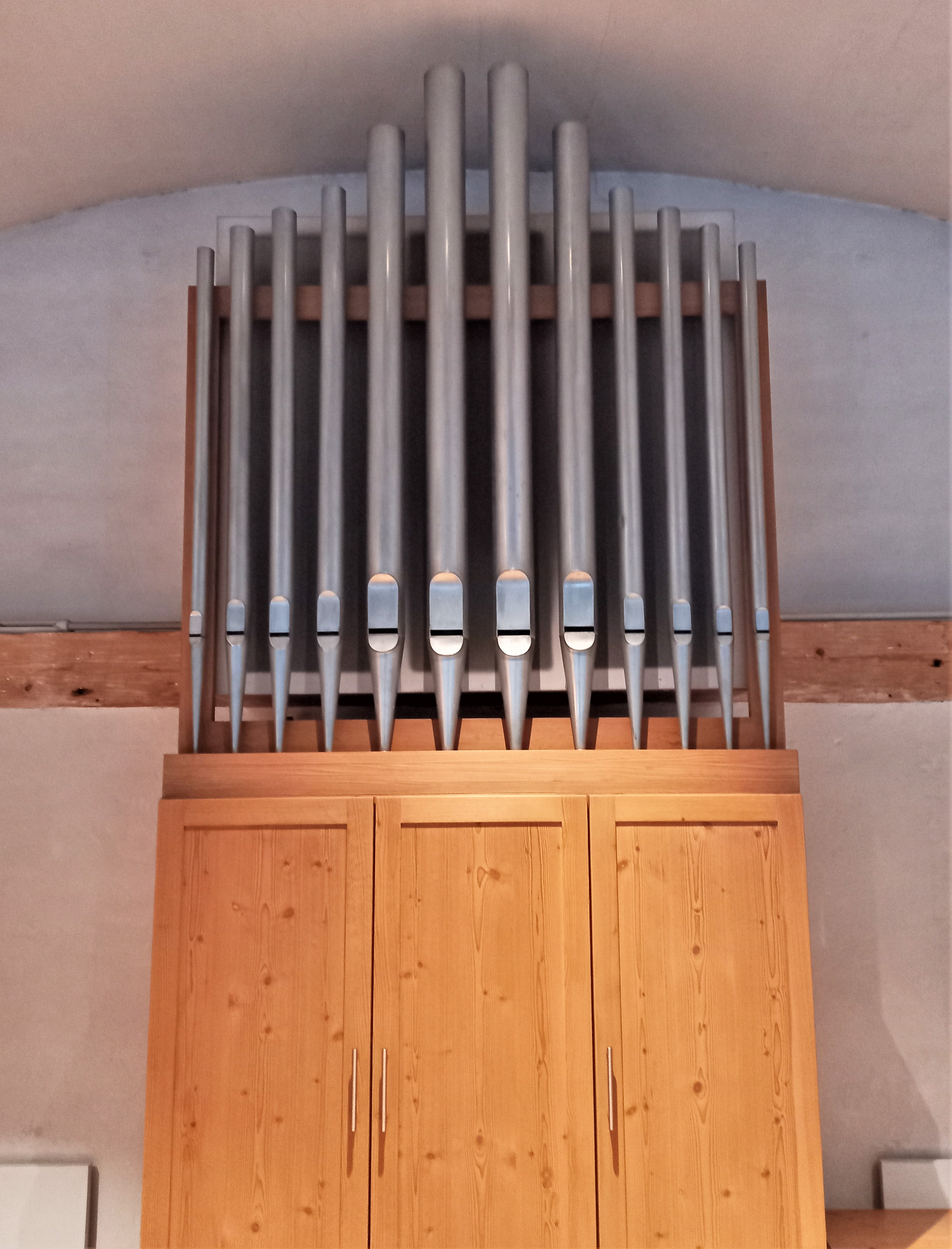
Blindprospekt, bestehend aus Pfeifen der vormaligen Pfeifenorgel zur Verkleidung der Lautsprecherboxen der Digitalorgel

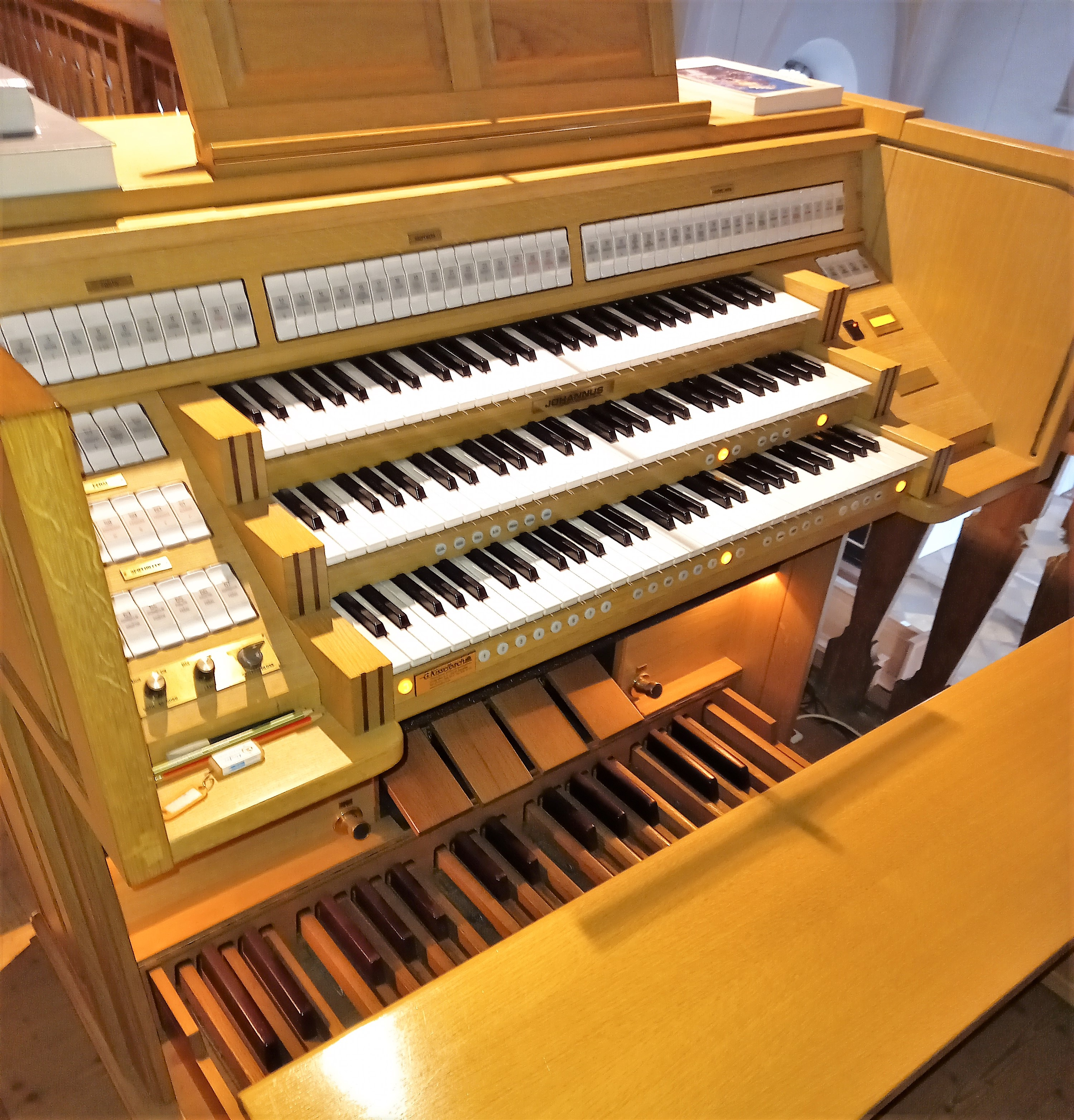
Spieltisch der Johannus-Digitalorgel (Sweelinck 35 Avantgarde)

Bei der heutigen Orgel handelt es sich um ein digitales Instrument des niederländischen Herstellers Johannus. Das Instrument wurde 2007 als Ersatz für eine desolate Pfeifenorgel angeschafft. Es handelt sich um eine limitierte Sonderserie Sweelinck 35 Avantgarde von der insgesamt nur 50 Exemplare produziert wurden. Die Siegertsbrunner Digitalorgel trägt die Nummer 35 von 50. Aufgrund dessen besitzt das Instrument zusätzlich orchestrale Solostimmen, wodurch die Gesamtregisterzahl 65 beträgt. Die Disposition ist wie folgt:
| I Positiv C–c4 |            |        |
| 1.             | Prinzipal  | 8′     |
| 2.             | Bordun     | 8′     |
| 3.             | Oktave     | 4′     |
| 4.             | Flöte      | 4′     |
| 5.             | Nasar      | 2 ⁄3′  |
| 6.             | Flöte      | 2′     |
| 7.             | Terz       | 1 3⁄5′ |
| 8.             | Oktave     | 1′     |
| 9.             | Zimbel III |        |
| 10.            | Regal      | 8′     |
|                | Tremulant  |        |

| II Hauptwerk C–c4 |                 |       |
| 11.               | Prinzipal       | 16′   |
| 12.               | Prinzipal       | 8′    |
| 13.               | Diapason        | 8′    |
| 14.               | Hohlflöte       | 8′    |
| 15.               | Flöte coelestis | 8′    |
| 16.               | Gamba           | 8′    |
| 17.               | Oktave          | 4′    |
| 18.               | Offenflöte      | 4′    |
| 19.               | Quinte          | 2 ⁄3′ |
| 20.               | Oktave          | 2′    |
| 21.               | Blockflöte      | 2′    |
| 22.               | Mixtur VII      |       |
| 23.               | Kornett IV      |       |
| 24.               | Trompete        | 16′   |
| 25.               | Trompete        | 8′    |
| 26.               | Vox humana      | 8′    |
|                   | Tremulant       |       |

| II Solo-Orchestral |               |    |
| 27.                | Viola         | 8′ |
| 28.                | Clarinette    | 8′ |
| 29.                | Oboe          | 8′ |
| 30.                | Brass Trumpet | 8′ |
| 31.                | Trumpet       | 8′ |
| 32.                | Tromba        | 8′ |
| 33.                | Tuba          | 8′ |

| III Schwellwerk C–c4 |                   |       |
| 34.                  | Quintatön         | 16′   |
| 35.                  | Prinzipal         | 8′    |
| 36.                  | Rohrflöte         | 8′    |
| 37.                  | Viola di Gamba    | 8′    |
| 38.                  | Vox coelestis     | 8′    |
| 39.                  | Oktave            | 4′    |
| 40.                  | Koppelflöte       | 4′    |
| 41.                  | Salizional        | 4′    |
| 42.                  | Quintflöte        | 2 ⁄3′ |
| 43.                  | Oktave            | 2′    |
| 44.                  | Waldflöte         | 2′    |
| 45.                  | Nasat             | 1 ⁄3′ |
| 46.                  | Oktave            | 1′    |
| 47.                  | Sesquialtera II   |       |
| 48.                  | Scharff III       |       |
| 49.                  | Fagott            | 16′   |
| 50.                  | Festival-Trpmpete | 8′    |
| 51.                  | Oboe              | 8′    |
| 52.                  | Dulzian           | 8′    |
| 53.                  | Schalmey          | 4′    |
|                      | Tremulant         |       |

| Pedal C–f1 |                 |     |
| 54.        | Prinzipal       | 16′ |
| 55.        | Subbass         | 16′ |
| 56.        | Oktavbass       | 8′  |
| 57.        | Gedeckt         | 8′  |
| 58.        | Choralbass      | 4′  |
| 59.        | Bassflöte       | 4′  |
| 60.        | Nachthorn       | 2′  |
| 61.        | Rauschpfeife IV |     |
| 62.        | Bombarde        | 32′ |
| 63.        | Posaune         | 16′ |
| 64.        | Trompete        | 8′  |
| 65.        | Klarine         | 4′  |

- Koppeln: I/II, III/II, III/I, I/P, II/P, III/P
- Spielhilfen: Setzeranlage (mit Setzerschloss), PP, P, MF, F, FF, Tutti, Zungen Ab, Alles Ab, Registercrescendotritt, drei Schwelltritte (jeweils einen für jedes Manual), Registercrescendotritt, drei Intonationen (Barock, Romantik, Symphonisch), Solo, Hymnus, Trio, CH, MIDI für jede Klaviatur, Transposer, MB, CF, FA, CR